# Iglesia de San Nicola a Nilo
La iglesia de San Nicola a Nilo es un edificio destinado al culto católico de la ciudad de Nápoles, Italia. Está localizada en Spaccanapoli, en pleno centro histórico de la ciudad.

## Historia
La iglesia y el complejo conventual fueron fundados en el siglo XVII para hospedar a los huérfanos de la revuelta de Masaniello; ambos fueron dedicados a San Nicolás de Myra, protector de los huérfanos y de los tenderos. Los jóvenes internos vivían según la regla monástica; a lo largo del tiempo, el Retiro se convirtió en un convento abierto también a adolescentes acomodados.
En 1705, fue construida la iglesia con proyecto de Giuseppe Lucchesi Prezzolini, tal y como aparece hoy. Después del terremoto de Irpinia de 1980, el complejo fue abandonado y confiado a la Comunidad de Sant'Egidio.

## Descripción

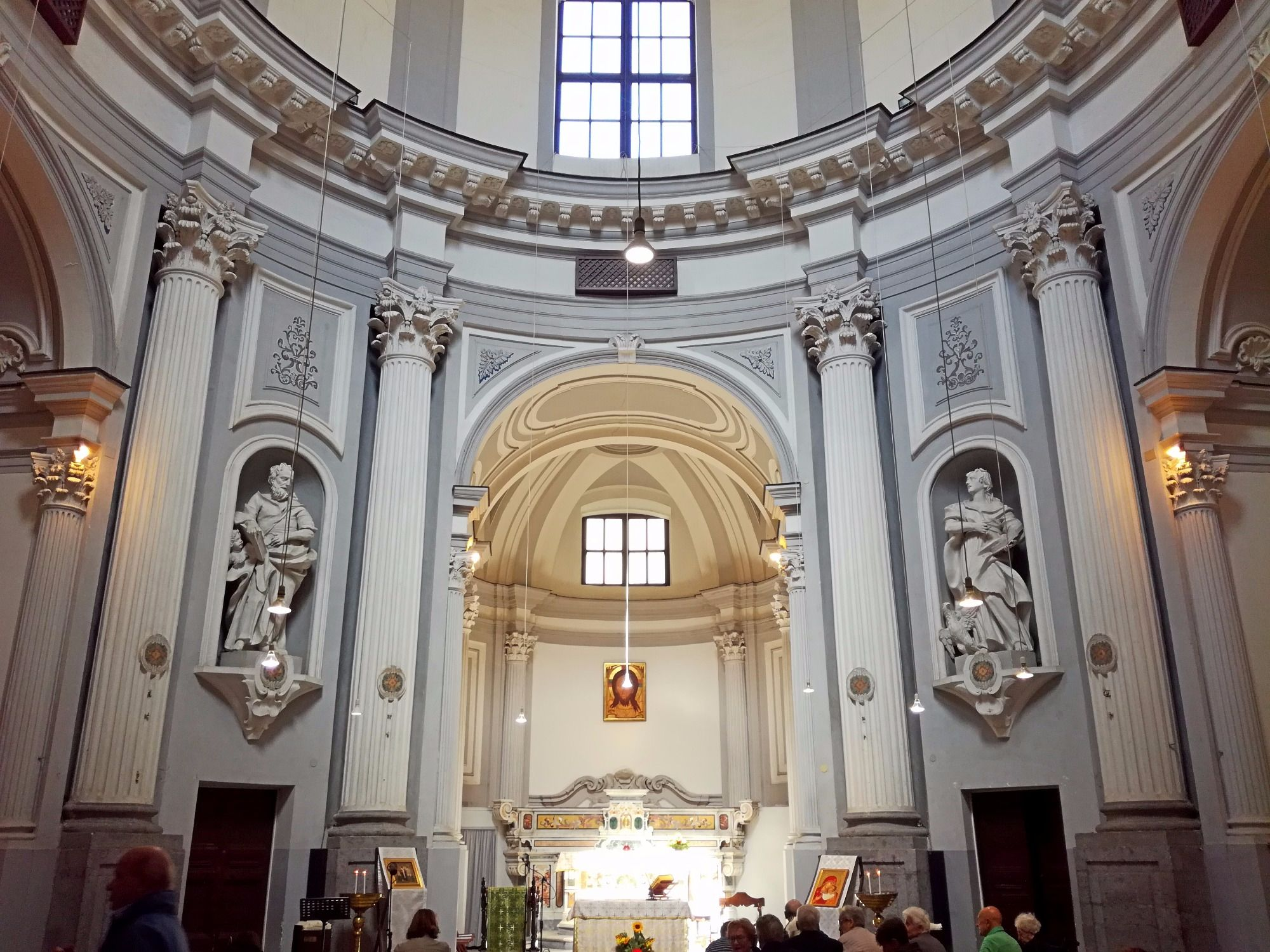
Interior.

La iglesia, accesible mediante una elegante doble escalera de piperno, tiene planta central para aprovechar al máximo el estrecho espacio disponible; esta opción arquitectónica contribuye al equilibrio del espacio del vano circular, subrayado por parejas de columnas de orden corintio.
La excelente iluminación es posible gracias a amplios ventanales; las decoraciones internas son de refinada confección (mayoritariamente barrocas). La bóveda es de cañón.